# Luperini
Luperini (лат.) — триба жуков из семейства листоедов, из подсемейства козявок. 

## Биология
Личинки питаются корнями растений. Жуки питаются пыльцой, частями цветков

## Классификация
Включает 3953 видов в 272 родах в 18 секциях и трех подтрибах.
- Adoxia Broun, 1880
- Amphelasma Barber, 1947
- Aulacophora Chevrolat, 1837
- Calomicrus Stephens, 1834
- Candezea Chapuis, 1879
- Cassena Weise, 1892
- Diabrotica Dejean, 1835
- Euluperus Weise, 1886
- Exosoma Jacoby, 1903
- Hoplosaenidea Laboissiére, 1933
- Leptomona Bechyné 1958
- Luperodes Motschulsky, 1858
- Luperus Geoffroy, 1762
- Monolepta Chevrolat, 1837
- Neorupilia Blackburn, 1888
- Nymphius Weise, 1900
- Phyllobrotica L. Redtenbacher, 1845
- Prasyptera Baly, 1878
- Synodita Chapuis, 1875